# Le Lierre et l'Ormeau
Le Lierre et l'Ormeau est une comédie-vaudeville en 1 acte d'Eugène Labiche, représentée pour la 1re fois à Paris au Théâtre du Palais-Royal le 25 décembre 1840.
- Collaborateurs Auguste Lefranc et Albert Monnier
- publiée par  Henriot  et Tresse, Paris, 1841[1].

## Distribution
| Acteurs et actrices ayant créé les rôles |                   |
| Personnage                               | Acteur ou actrice |
| Catalan                                  | Derval            |
| Bozonet                                  | Alcide Tousez     |
| Eugène                                   | M. Valnay         |
| Poupin                                   | M. Oscar          |
| Zéphirine                                | Mme Leménil       |
| Juliette                                 | Mlle Gliane       |
| Mme Salomon                              | Mme Philibert     |